# Minō

Minō, Minoo sau Minoh (箕面市 Minō-shi?) este un municipiu din Japonia, prefectura Osaka.

## Galerie

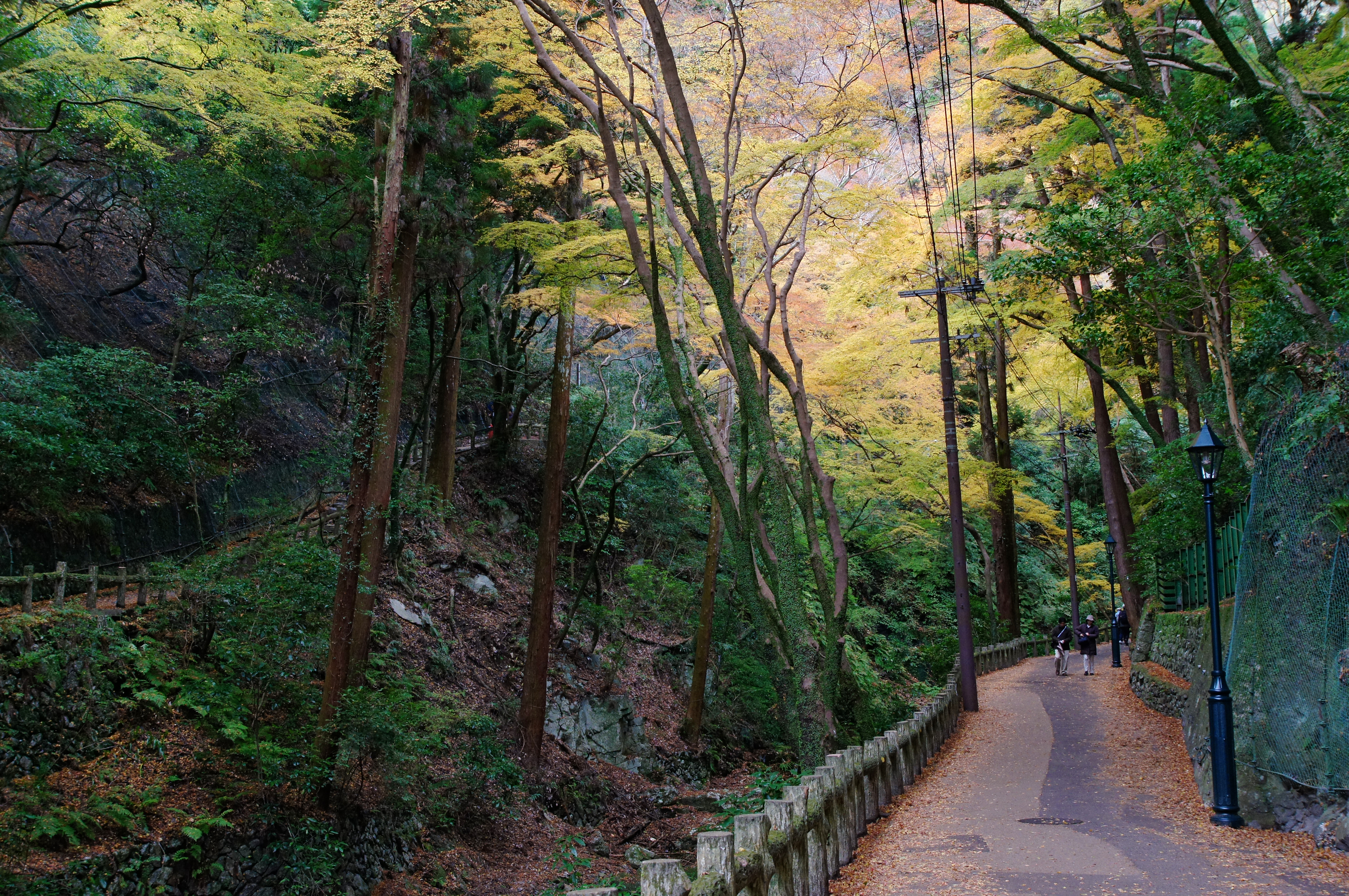
Parcul Meiji-no-Mori
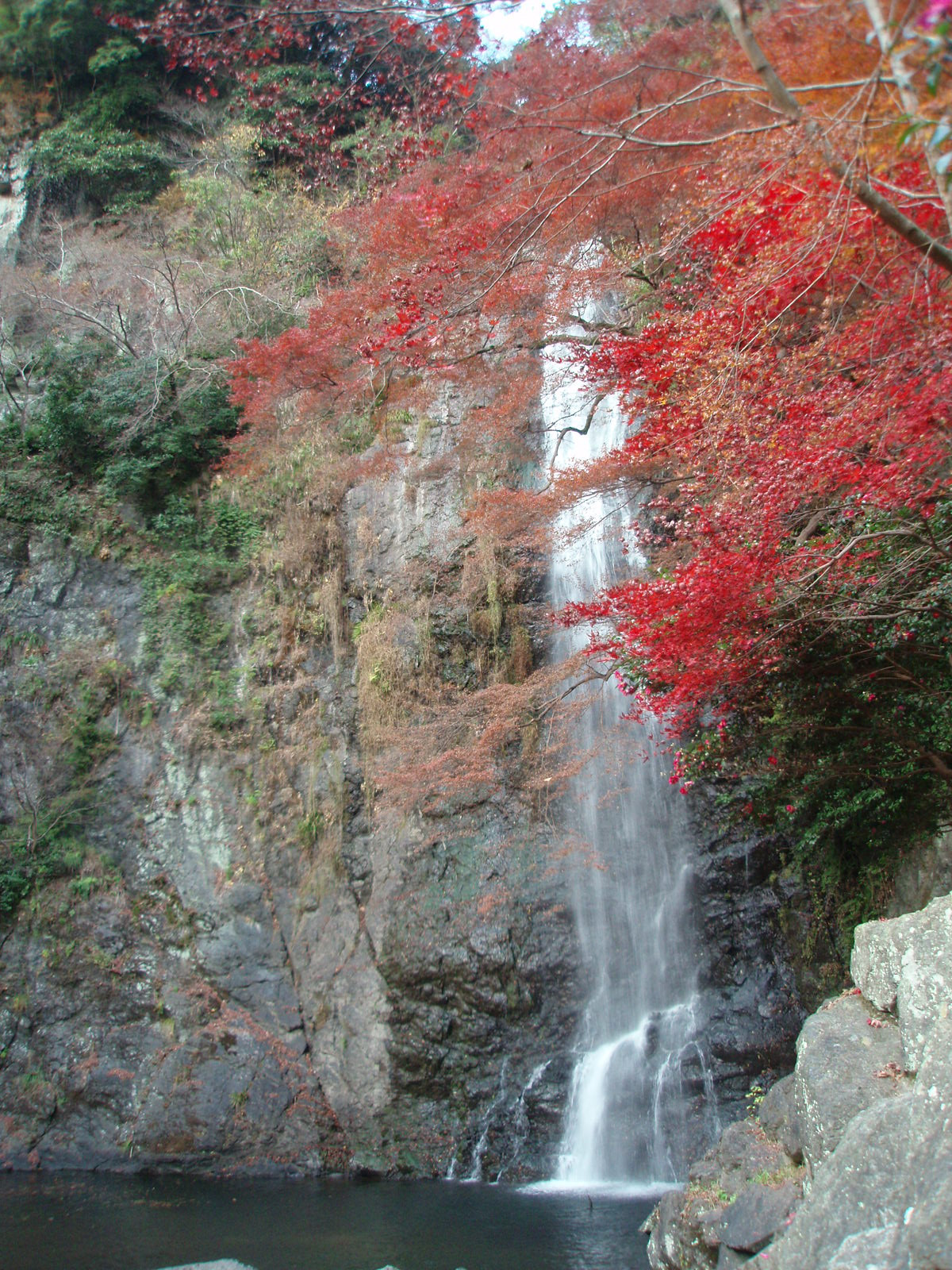
Cascada Minō
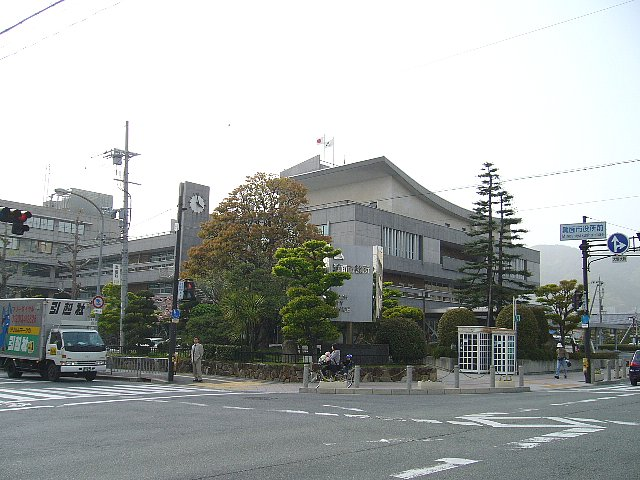
Primăria municipiului
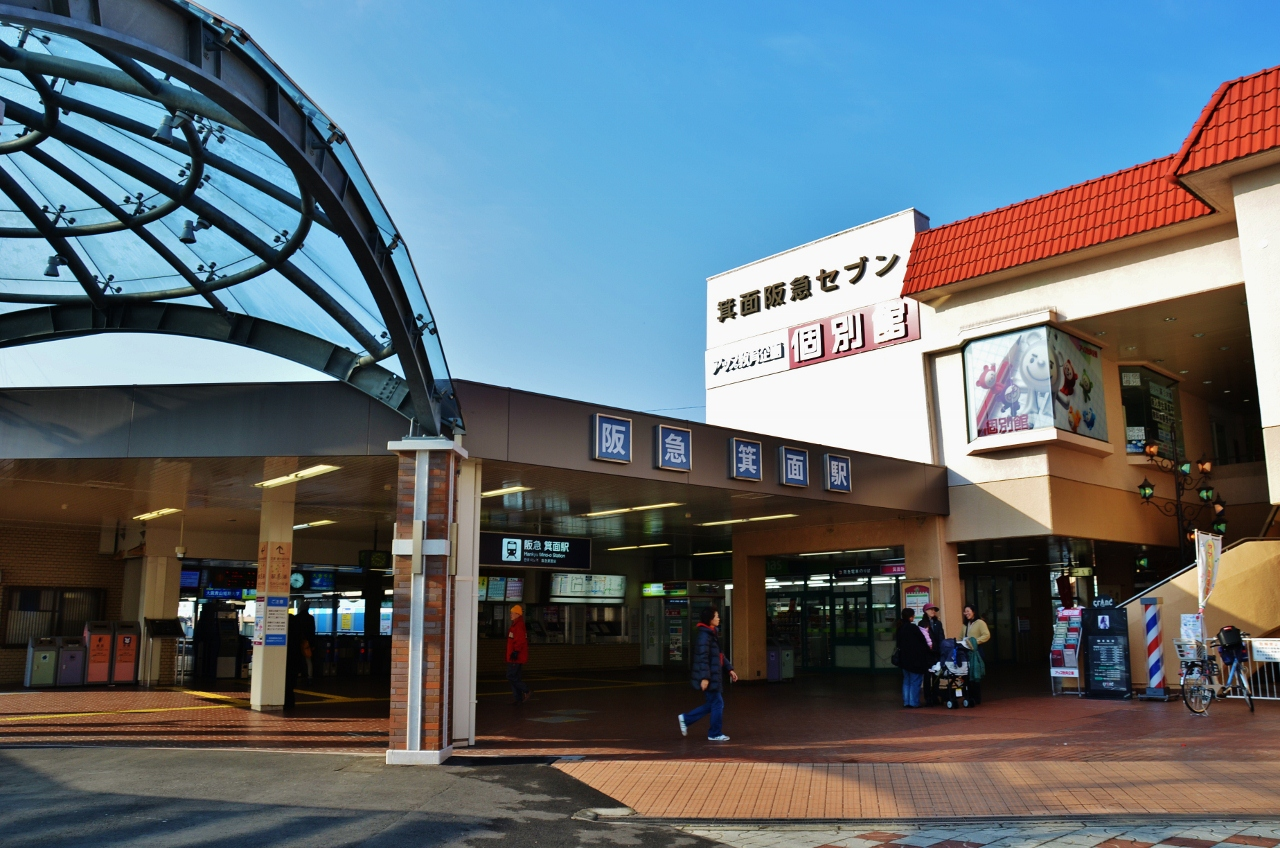
Staţia Minō a căii ferate Hankyu